# Hylomekon

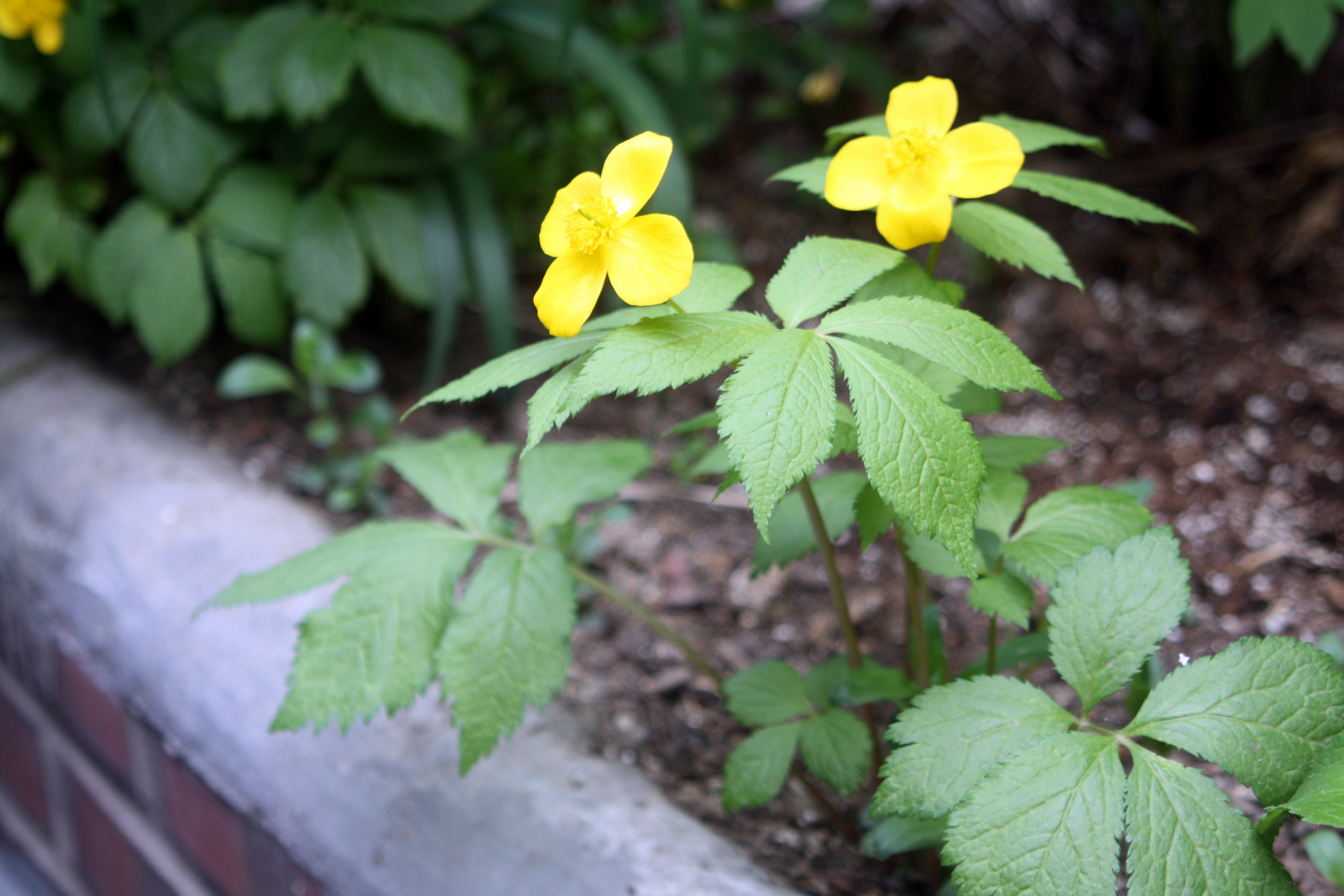
Hylomecon vernalis

Hylomekon (Hylomecon) – rodzaj roślin z rodziny makowatych. Obejmuje 2 gatunki występujące we wschodniej Azji od wschodniej Syberii, poprzez Koreę, Japonię do centralnych Chin. Rośliny zawierają żółty sok mleczny.

## Morfologia
Byliny z krótkim kłączem okrytym gęstymi, brązowymi i błoniastymi łuskami. Z kłącza wyrastają łodygi wzniesione, niepodzielone, bezlistne lub z 1-2 liśćmi. Liście odziomkowe tworzą luźną różyczkę, są długoogonkowe, podzielone pierzasto na 2-3 pary listków, z których te na szczycie liścia są większe od tych bliższych jego nasady. Liście łodygowe naprzeciwległe, krótkoogonkowe, poza tym podobne do odziomkowych. Kwiaty pojedyncze lub skupione po 2-3 wyrastają na szczycie pędu. Kielich składa się z 2 działek. Płatki 4 żółte. Pręciki liczne z wzniesionymi pylnikami. Zalążnia wydłużona, z 2 owocolistków, jednokomorowa. Szyjka słupka bardzo krótka. Owocem jest wąska torebka otwierająca się dwiema klapami, zawierająca liczne nasiona.

## Systematyka
Pozycja systematyczna według Angiosperm Phylogeny Website (aktualizowany system APG III z 2009)
Rodzaj z plemienia Chelidonieae, podrodziny Papaveroideae, rodziny makowatych Papaveraceae zaliczanej do rzędu jaskrowców (Ranunculales) i wraz z nim do okrytonasiennych.
Wykaz gatunków
- Hylomecon japonica (Thunb.) Prantl & Kündig – hylomekon japoński[7]
- Hylomecon vernalis Maxim.